# アセトバクター属
アセトバクター属（アセトバクターぞく、Acetobacter）とは、プロテオバクテリア門αプロテオバクテリア綱ロドスピリルム目酢酸菌科の真性細菌の属である。酢酸菌属とも呼ばれる。名称は酢(aceto)と桿菌(bacter)に因む。
アセトバクター属はグラム陰性の非芽胞形成偏性好気性桿菌である。周毛性鞭毛をもち運動性を示すものと、そうでないものがある。比較的酸に強く、pH5.0以下でも生育することが出来る。
現在、34の種 (分類学)と11の亜種が知られている。GC比は52から60。植物から発見されることが多い。かつてはグルコナセトバクター属(Gluconacetobacter属)やグルコノバクター属(Gluconobacter属)の一部を含んでいたが16SrRNAの分析や代謝特性の違いから分けられた。
アルコールを酸化してカルボン酸を生産し、特にエタノールを酸化して酢酸を生産する性質酢酸発酵が知られている。この性質を用いた食酢の製造など、工業的に利用されている。他の代謝特性としてはクエン酸回路を有するため、酢酸や乳酸を二酸化炭素まで酸化することができる。酢を作るにあたってはこの能力は不利になるのでこの性質を持たない菌株が利用される。